# Dezső Kosztolányi
Dezső Kosztolányi  (Szabadka (tegenwoordig Subotica, Servië), 29 maart 1885 – Boedapest, 3 november 1936) was een Hongaars dichter, schrijver, vertaler en journalist. Hij wordt beschouwd als een van de belangrijkste Hongaarse literatoren van de 20e eeuw. 

## Levensloop
Kosztolányi was de zoon van een leraar wiskunde en natuurkunde in het destijds in Zuid-Hongarije gelegen stadje Szabadka. De schrijver werd geboren als Dezső István Izabella Kosztolányi de Nemeskosztolány en kwam uit een adellijke familie. Zijn moeder behoorde eveneens tot de kleine adel. Hij bezocht het gymnasium in zijn geboortestad en studeerde vanaf 1904 Hongaars en Duits, eerst in Wenen en daarna in Boedapest. Als student raakte hij bevriend met Mihály Babits en  Gyula Juhász, die eveneens letterkundige faam zouden verwerven. Vanaf 1905 werkte Kosztolányi als journalist, in 1906 werd hij bureauredacteur bij de krant Budapesti Napló. Hij rondde zijn studie niet meer af. 
In 1907 verscheen zijn eerste dichtbundel Négy fal között (Tussen vier muren). Hij was vanaf 1908 actief voor het pas opgerichte, later leidende, Hongaarse letterkundige blad Nyugat, waarin van zijn hand een studie over Rilke verscheen. Kosztolányi kreeg vooral bekendheid door zijn in 1910 verschenen gedichtencyclus A szegény kisgyermek panaszai (Klaagzang van een arm klein kind). In 1913 publiceerde hij de anthologie Modern költők (Moderne dichters).
Na de Eerste Wereldoorlog trok hij veel aandacht met zijn omstreden column Pardon, het journalistieke werk zette hij na 1920 voort bij het blad Pesti Napló. Zijn gedichten van 1920-24 verschenen als cyclus onder de titel A bús ember panaszai (Klaagzang van de droevige man), in de bundel Meztelenül (1928, Naakt) koos hij voor de vrije vorm. In de jaren twintig publiceerde Kosztolányi ook literair proza, dat nog steeds veel gelezen wordt. De psychologisch georiënteerde korte romans Pacsirta (Leeuwerik), Aranysárkány (De gouden vlieger) en Édes Anna (Anna Édes) verschenen tussen 1924 en 1926. De verhalencyclus Esti Kornél (Kornél Esti) volgde in 1933.
In 1929 publiceerde hij een kritische studie over Endre Ady. Kosztolányi werd in 1930 gekozen als eerste voorzitter van de Hongaarse Pen-club. Begin jaren dertig bleek hij aan kanker te lijden. In 1933 verscheen zijn laatste sonnetcyclus Számadás (Rekenschap). Kosztolányi overleed in 1936. Hij  was gehuwd met de actrice Ilona Harmos, ze hadden één zoon.
Kosztolányi was vooral estheet en individualist, zijn werk laat een toenemende verdieping zien. In de communistische periode gold hij als burgerlijk en conservatief, maar ook toen werd hij erkend als voorbeeldig stilist. Kosztolányi schreef makkelijk en snel, naast 12 bundels gedichten publiceerde hij veel krantenartikelen en korte verhalen. Hij was tevens belangrijk als literair vertaler. Hij vertaalde werk van Shakespeare, Rilke, Goethe, Verlaine, Rimbaud en Alice in Wonderland.

## Werk
In Nederlandse vertaling verschenen:
- Anna (1982, 2005, vert. Henry Kammer). Oorspronkelijke titel: Édes Anna.
- De bekentenissen van Kornél Esti (2007, vert. Mari Alföldy). Oorspronkelijke titel: Esti Kornél.
- Leeuwerik (2007, vert. Henry Kammer). Oorspronkelijke titel: Pacsirta.
- Nero, de bloedige dichter (2010, vert. Rogier van der Wal). Oorspronkelijke titel: Nero, a véres költő.
- De avonturen van Kornél Esti (2011, vert. Mari Alföldy). Oorspronkelijke titel: Esti Kornél(vervolg)
- De gouden vlieger (2013, vert. Mari Alföldy). Oorspronkelijke titel: Aranysárkány.

- Bibsys: 90346759
- Biblioteca Nacional de España: XX989444
- Bibliothèque nationale de France: cb11990992p (data)
- Catàleg d'autoritats de noms i títols de Catalunya: 981058518079906706
- Gemeinsame Normdatei: 118565753
- International Standard Name Identifier: 0000 0001 1021 7746
- Library of Congress Control Number: n50042694
- Nationale Bibliotheek van Letland: 000177320
- Bibliotheek van het Japanse parlement: 001289709
- Nationale Bibliotheek van Tsjechië: jn19990210349
- Nationale bibliotheek van Australië: 35746226
- Nationale Bibliotheek van Israël: 987007263791205171
- Nationale Bibliotheek van Polen: a0000003186651
- Nationale en Universitaire bibliotheek Zagreb: 000060259
- Nederlandse Thesaurus van Auteursnamen: 070623945
- Réseau des bibliothèques de Suisse occidentale: 02-A003469898
- LIBRIS: 249458
- SNAC: w6f61p4c
- Système universitaire de documentation: 02798284X
- Trove: 1068337
- Virtual International Authority File: 17232459
- WorldCat: E39PBJvCJRWrrV3fyCxRV9Xjmd